# Porcellio taygetinus
Porcellio taygetinus là một loài chân đều trong họ Porcellionidae. Loài này được Strouhal miêu tả khoa học năm 1938.